# Паун Бананов
Паун Бананов (болг. Паун Бананов; нар. 24 квітня 1868, Лясковець — пом. ?) — генерал-майор армії Царства Болгарія. Інспектор кінноти болгарської армії. Командувач 5-ї кінної бригади Збройних Сил Болгарії.

## Біографія
Народився 24 квітня 1868 в місті Лясковець. Початкову освіту здобув в школі для хлопчиків міста Варна, з 1885 бере участь в Сербсько-болгарській війні. 18 травня отримав звання лейтенанта.

## Балканські війни (1912—1913)
Під час Балканської війни (1912—1913) командир ескадрону, яка знаходиться в розпорядженні штабу армії. 18 травня 1913 отримав звання підполковника, а 23 вересня того ж року прийняв командування лейбгвардією кавалерійського полку.

## Перша світова війна (1915—1918)
Під час Першої світової війни (1915–1918) продовжує командування лейбгвардією кінного полку. 30 травня 1916 отримав звання полковника. 10 грудня 1916 призначений командувачем 5-ї кінної бригади, яку очолював до червня 1918.

## Звання
- Лейтенант (1 січня 1893)
- Капітан (1 січня 1900)
- Майор (1 січня 1906)
- Полковник (18 травня 1913)
- Полковник (30 травня 1916)
- Генерал-майор (1 грудня 1920)

## Освіта
- Військове училище в Софії (1887–1889)
- Офіцерська кавалерійська школа в Санкт-Петербурзі (1901–1905)